# صائد الذباب الجبار كثير الألوان
صائد الذباب الجبار كثير الألوان (الاسم العلمي Tachuris rubrigastra) طائر وحيد الجنس والنوع من الجواثم مشرومات المناقير وفصيلة عصافير الملك. يألف المورج والغابات وضفاف مجاري الماء. قوته الحشرات. موطنه أمريكا الجنوبية أخصها التشيلي.